# Солдаты удачи (фильм)
«Солдаты удачи» (англ. Soldiers of Fortune) — приключенческий боевик режиссёра Максима Коростышевского, в главных ролях Шон Бин, Кристиан Слейтер, Винг Рэймс, Доминик Монаган, Джеймс Кромвелл, Колм Мини, Фредди Родригес. Премьера в России состоялась 19 июля 2012 года. В США фильм вышел в ограниченном прокате 3 августа 2012 года.

## Сюжет
История о том, как пять миллионеров: основоположник мобильной связи, гений компьютерных игр, русский алюминиевый олигарх с «настоящим русским именем» Роман Сент-Джон, чернокожий оружейный барон и банкир с Уолл-стрит за приличные деньги в сопровождении отряда отставных американских спецназовцев отправились немного повоевать в своё удовольствие за свободу черноморского острова Змеиный, угнетённого бессердечным тираном, полковником Лупо. При высадке на остров, где должны проходить военные действия, сразу все идёт не так. Их лодки идут ко дну, их охрану убивают «по-настоящему», а базу, где они могли получить помощь, «зачистили» войска того самого диктатора. Необученные, неподготовленные и достаточно выпендрежные миллионеры попадают в самое пекло на вражескую территорию, не имея никакой возможности эвакуироваться с острова. Чудом уцелевший начальник охраны пытается сделать из них солдат, но толстосумы ведут себя недисциплинированно и неуклюже, сводя на нет все усилия «командира». Выясняется, что на остров каждый прибыл с какой-то своей целью, весьма далекой от официальной. Причём выясняется, что среди них находится предатель, который готовится расправиться с незадачливыми искателями приключений, предварительно поставив их «на счетчик».

## В ролях
- Шон Бин — Роман Сент-Джон
- Кристиан Слейтер — Крэйг Маккензи
- Винг Рэймс — Гримо
- Доминик Монаган — Син
- Чарли Бьюли — Вандербер
- Джеймс Кромвелл — Хоссман
- Колм Мини — Мейсон
- Фредди Родригес — Рид
- Оксана Коростышевская — Сисилия
- Геннадий Венгеров — полковник Лупо
- Сара Энн Шульц — Магда

## Съёмки
Съёмки фильма проходили в Крыму, в частности в Балаклаве (остров Змеиный, База Лупо), Севастополе (штат Монтана, США снимались на берегу озера Госфорт, как и дом главного героя (в кадр попал Хирург из мотоклуба «Ночные волки» а также их машина MadMax; место одной из ночных стоянок снималось около водопада Кобалар, летом он пересыхает, что и было видно в фильме; учебная база в Румынии) и Бахчисарае (Афганистан, в основном все съемки на территории пещерного города Чуфут-Кале, его дороги, вид на пещеры и окружающие скалы).
Съемка на самом острове Змеиный не проводилась, собственно, на самом деле съемки вообще на островах не велись. Судя по кадрам, отчетливо видны вход в Балаклавскую бухту, Крепостную гору, высоты Кая-Баш. По ходу действия актеры перемещаются выше на скалу Аскети (именно там был вертолет и каменные ступеньки). Базу полковника Лупо сняли в бывшем советском ремонтном заводе дизельных подводных лодок в Балаклаве (сейчас на его территории расположено 2 музея: военно-морской музейный комплекс «Балаклава» и Музей Шереметьевых), а также на окружающей его горе Таурус.